# Parantica crowleyi
Parantica crowleyi är en fjärilsart som beskrevs av Jenner-weir 1894. Parantica crowleyi ingår i släktet Parantica och familjen praktfjärilar. IUCN kategoriserar arten globalt som livskraftig. Inga underarter finns listade i Catalogue of Life.

## Bildgalleri

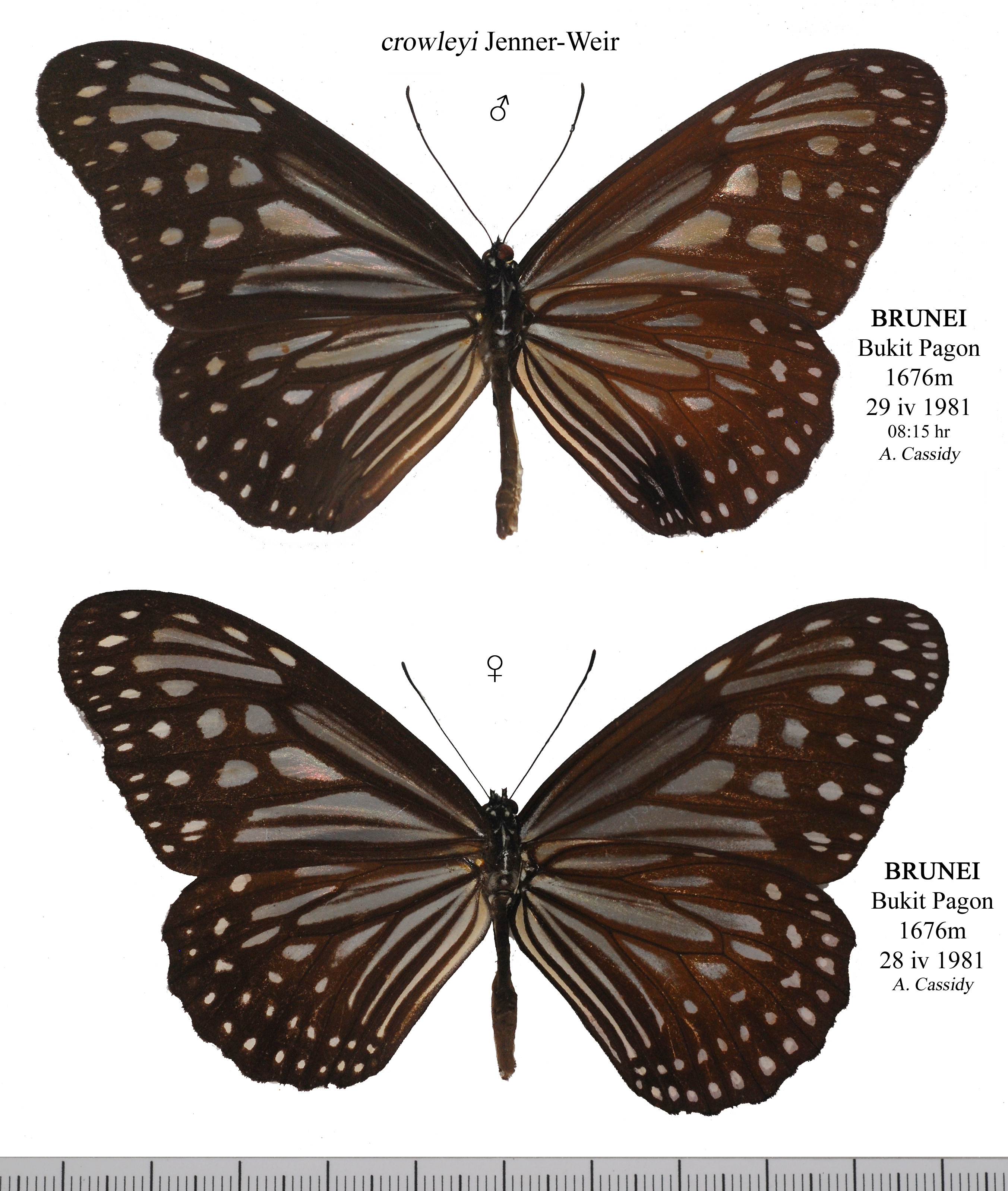